# 莱塞萨尔莱塞扎讷
莱塞萨尔莱塞扎讷（法語：Les Essarts-lès-Sézanne，法語發音：[lez‿esaʁ lɛ sezan]，意为“塞扎讷附近的莱塞萨尔”）是法国马恩省的一个市镇，位于该省西南部，属于埃佩尔奈区。

## 地理
莱塞萨尔莱塞扎讷（48°45'10"N, 3°39'6"E）面积16.79 平方千米，位于法国大東部大區马恩省，该省份为法国东北部内陆省份，北起阿登省，西北接埃纳省，西南接塞纳-马恩省，南至奥布省，东南接上马恩省，东临默兹省。
与莱塞萨尔莱塞扎讷接壤的市镇（或旧市镇、城区）包括：沙勒维尔、尚吉永、勒戈-苏瓦尼、拉希、默尔-韦尔代、莫尔桑、拉努。
莱塞萨尔莱塞扎讷的时区为UTC+01:00、UTC+02:00（夏令时）。

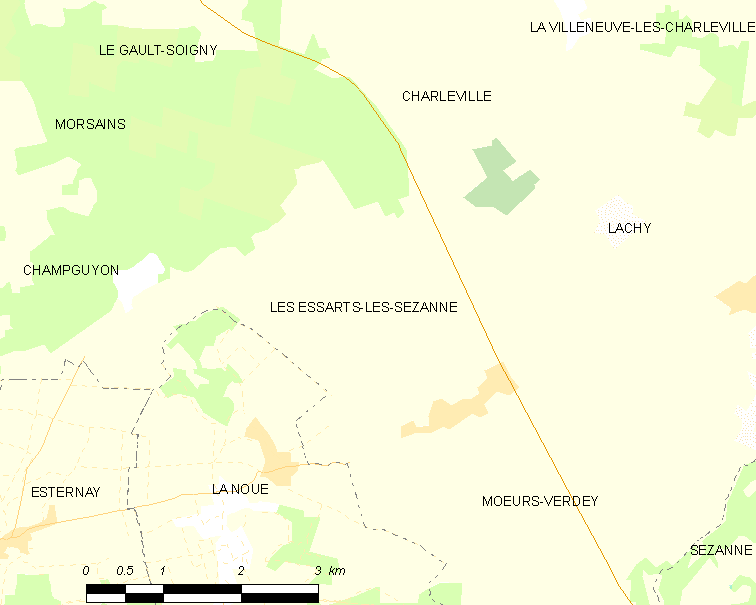
莱塞萨尔莱塞扎讷的OSM定位图

## 行政
莱塞萨尔莱塞扎讷的邮政编码为51120，INSEE市镇编码为51235。

## 政治
莱塞萨尔莱塞扎讷所属的省级选区为塞扎讷-布里-香槟县。

## 人口

1962-2008年间莱塞萨尔莱塞扎讷人口变化图示

莱塞萨尔莱塞扎讷于2022年1月1日时的人口数量为242人。